# Soral (Flechte)

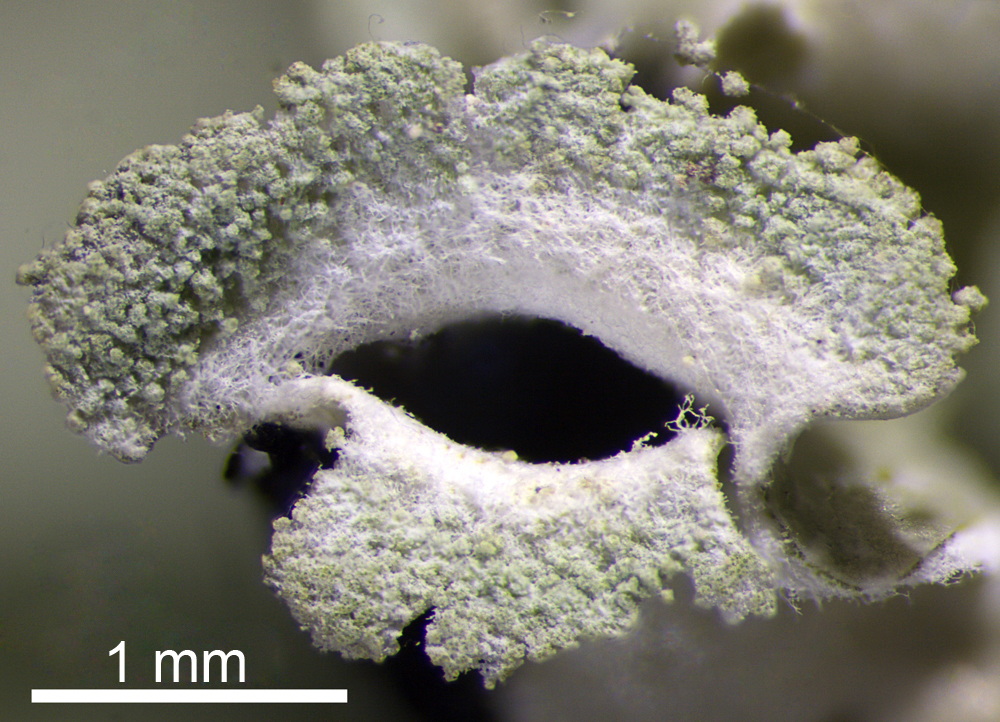
Sogenannte Lippensorale bei Hypogymnia physodes

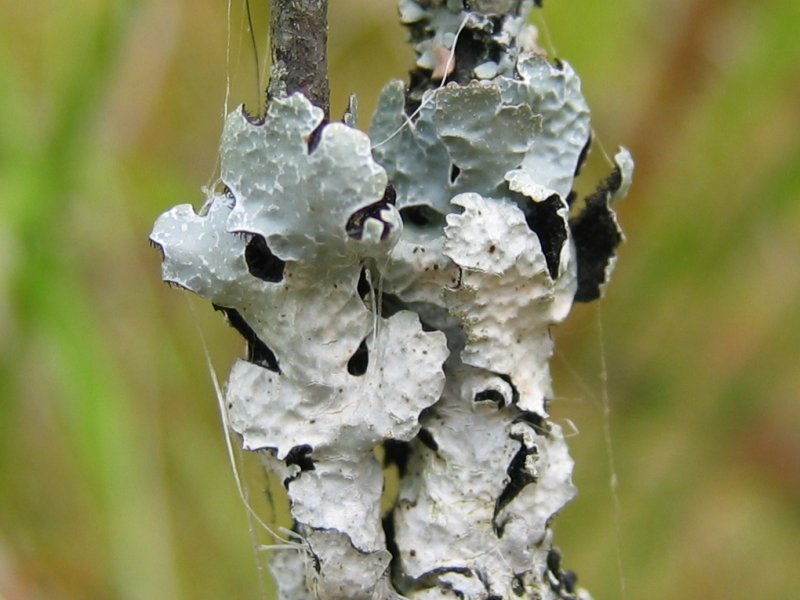
Parmelia sulcata, die rissartigen Bildungen auf der Oberfläche sind sogenannte Spaltensorale

Soral (Plural: Sorale) ist ein Begriff aus der Flechtenkunde (Lichenologie).
Sorale sind Aufbrüche an der Thallus-Oberfläche von Flechten, die der vegetativen Vermehrung dienen (Flechten sind Symbiosen aus Alge und Pilz). Durch sie werden im Flechteninneren gebildete Soredien (Singular: Soredium) nach außen abgegeben. Diese Vermehrungseinheiten sind Diasporen und entsprechen in der Regel jeweils einem kleinen Knäuel (unter der Lupe körnig oder mehlig erscheinend), das aus Pilzhyphen besteht, die Zellen des Algenpartners umhüllen. Aus den z. B. durch Regen, Wind oder Tiere verbreiteten Soredien können auf geeigneter Unterlage neue Flechten heranwachsen.
Je nach Aussehen des Sorals werden verschiedene Formen unterschieden, z. B. „Lippensoral“ (wie bei Physcia tenella oder Hypogymnia physodes), „Bortensoral“ (wie bei der Echten Lungenflechte (Lobaria pulmonaria)), „Helmsoral“ (wie bei Physcia adscendens) oder „Spaltensoral“.
Andere bei Flechten vorkommende Verbreitungsorgane sind:
- Isidien, z. B. beim Baummoos (Pseudovernia furfuracea).
- Apothecien, z. B. bei Xanthoria parietina,
- Perithecien, z. B. bei der Gattung Verrucaria